# Tropidophis maculatus
Espèce
Synonymes
- Leionotus maculatus Bibron, 1840
- Tropidophis distinctus Jan, 1863
- Ungalia dipsadina Cope, 1868

Statut CITES
Tropidophis maculatus est une espèce de serpents de la famille des Tropidophiidae.

## Répartition
Cette espèce se rencontre dans l'Ouest de Cuba ainsi que sur l'île de la Jeunesse et en Jamaïque.

## Description
C'est un serpent vivipare.

## Publication originale
- Bibron, 1840 in Cocteau & Bibron, 1840 : Reptiles, p. 1-143 in Sagra, 1843 : Historia Física, Politica y Natural de la Isla de Cuba. Arthus Bertrand, Paris, vol. 4 (texte intégral).